# Haplochromis antleter
Haplochromis antleter es una especie de pez actinopterigio de la familia de los cíclidos (Cichlidae). El nombre científico de la especie fue publicado válidamente por primera vez en 2010 por Mietes & Witte. La UICN ha clasificado a la especie como en peligro crítico. Esta especie se encuentra en África.